# Grote Berg (Eindhoven)
De Grote Berg is een straat in de Nederlandse stad Eindhoven.
De straat is een van de weinige straten (samen met Kleine Berg en Bergstraat) die buiten de omwalling van het stadje Eindhoven waren gelegen. Deze omwalling lag ter plaatse van de huidige Keizersgracht. Grote en Kleine Berg gingen over in de Hoogstraat, welke naar het dorp Gestel voerde, sedert 1920 onderdeel van de stad Eindhoven. Het buurtje, gevormd door Grote Berg, Kleine Berg en Bergstraat, staat bekend als De Bergen en heeft de naam gegeven aan een veel grotere wijk van Eindhoven.
Einde 19e eeuw was de Grote Berg nog een armoedig straatje, omzoomd met voornamelijk eenlaags woonhuizen. In de loop van de 20e eeuw kwam hier verandering in. Er kwam een drukkerij A.J.M. Verhoort en M.F. van Piere, ook bekend als Van Piere & Co. Later werd dit Drukkerij "De Meierij", welke de Meierijsche Courant drukte, die uiteindelijk opging in het Eindhovens Dagblad, dat sinds 1964 hier een hoofdkantoor had. Dit verhuisde in 2010 en de redactie kwam uiteindelijk naar Strijp-S, waar deze in een van de voormalige Philipsfabrieken een plaats vond. In het voormalige kantoor werd de woningcorporatie Woonbedrijf gehuisvest.
Ook het Hoofdbureau van Politie van Eindhoven was lange tijd gevestigd aan de Grote Berg. In 1981 verhuisde dit naar de Mathildelaan.
Tegenwoordig (2018) maakt de Grote Berg deel uit van het stadscentrum en is het een min of meer gemengde straat met enkele kantoren, winkels, galeries, horeca, en appartementen.

## Trivia
Op de kruising van de Grote Berg met de Keizersgracht stond in 1929 het eerste verkeerslicht van Eindhoven en tevens het eerste verkeerslicht van Nederland.